# Les Enfants d'Abraham
Pour plus de détails, voir Fiche technique et Distribution.
Les Enfants d'Abraham (El segundo nombre) est un film espagnol réalisé par Paco Plaza, sorti en 2002.

## Synopsis
À la recherche de la vérité sur les derniers jours de son père récemment décédé, une fille va découvrir des secrets de familles troublants et effrayants. Les gens qui l'entourent ne sont pas tout à fait ceux qu'elle pensait connaître.

## Fiche technique
- Titre : Les Enfants d'Abraham
- Titre original : El segundo nombre
- Titre international : Second Name
- Réalisation : Paco Plaza
- Scénario : Fernando Marías et Paco Plaza, d'après le roman Pact of the Fathers, de Ramsey Campbell
- Production : Carlos Fernández, Julio Fernández, Joan Ginard et Antonia Nava
- Sociétés de production : Castelao Producciones, Filmax International S.A. et Vía Digital
- Musique : Mikel Salas
- Photographie : Pablo Rosso
- Montage : José Ramón Lorenzo Picado
- Décors : Lara Freire
- Pays d'origine : Espagne
- Format : Couleurs - 1,85:1 - Dolby Digital - 35 mm
- Genre : Thriller
- Durée : 93 minutes
- Dates de sortie : 5 octobre 2002 (festival de Sitges), 15 novembre 2002 (Espagne), 13 août 2003 (France)

## Distribution
- Erica Prior : Daniella
- Trae Houlihan : Chrysteen
- Denis Rafter : Simon Hastings
- Craig Stevenson : Toby Harris
- John O'Toole : père Elias
- Frank O'Sullivan : l'inspecteur Potts
- Toby Harper : le docteur Grant
- Miguel Monroy : Raymod
- Birgit Bofarull : Mme Hastings
- Richard Collins-Moore : le docteur Larabee
- Ian Gibbs : le pathologiste
- Teresa Gimpera : Nana
- Craig Hill : Theodore Logan
- Saskia Giró : le fleuriste
- Alain Cipot : le réceptionniste

## Autour du film
- Le film fut projeté en France le 11 avril 2003 dans le cadre du Festival du film policier de Cognac.
- En 1999, Filmax avait déjà produit La Secte sans nom, adapté d'un autre roman de l'écrivain britannique Ramsey Campbell[1].
- Craig Hill et Teresa Gimpera, qui interprètent le père et la mère de Daniella, sont réellement mariés dans la vie.
- Pour faciliter son exportation, le film fut tourné en anglais.

## Distinctions
- Grand Prix du film fantastique européen et nomination au prix du meilleur film, lors du Festival international du film de Catalogne en 2002.
- Nomination au Grand Prix du film fantastique européen, lors du Festival international du film du Luxembourg en 2003.
- Nomination au prix du meilleur film, lors du festival Fantasporto en 2003.